# Chicago (Band)
Chicago ist eine US-amerikanische Rockband, die 1967 in Chicago gegründet wurde.
Chicago war (ungefähr gleichzeitig mit Blood, Sweat & Tears) eine der ersten Bands, die eine Bläsergruppe integrierte und damit dem rockigen Basisklang eine jazzige Klangfarbe hinzufügte. Eine weitere Besonderheit der Band liegt in dem Umstand begründet, dass alle Bandmitglieder komponieren und somit individuelle musikalische Vorlieben in den Gesamtklang einfließen können. In den 1970er und 1980er Jahren hatte Chicago etliche Erfolge, darunter I’m a Man (1970), 25 or 6 to 4 (1970), Saturday in the Park (1972), Feelin’ Stronger Every Day (1973), If You Leave Me Now (1976), Hard to Say I’m Sorry (1982) und You’re the Inspiration (1984).

## Geschichte
Nach anfänglichen Erfolgen in Chicago unter dem ursprünglichen Namen The Big Thing ging die Gruppe 1968 nach Los Angeles und veröffentlichte dort 1969 unter dem Namen Chicago Transit Authority (kurz CTA) ihr Debütalbum in Form einer Doppel-LP. Auf Druck der gleichnamigen Verkehrsbetriebe nannte sich die Band bald darauf nur noch Chicago. Im Lied Someday aus demselben Album verarbeiten sie die Ereignisse, die zur Anklage der Chicago Seven geführt hatten.
Das zweite Album (ebenfalls eine Doppel-LP) brachte Chicago im Jahr 1970 den Durchbruch. Aus Chicago II wurden zwei Top-Ten-Hits ausgekoppelt: Make Me Smile und Colour My World. Danach erschienen im Schnitt zwei Alben pro Jahr, jeweils mit dem Bandnamen und einer römischen Ziffer als Titel (z. B. Chicago III oder Chicago VI).
In der zweiten Hälfte der 1970er bewegte sich die Band weg vom Jazzrock hin zu Balladen. Chicago X (1976) enthielt mit If You Leave Me Now den kommerziell erfolgreichsten Hit der Gruppe, der ab Herbst 1976 sechzehn Wochen in der britischen Single-Hitparade vertreten war.
Als im Januar 1978 der Gitarrist Terry Kath starb, brach die Band fast auseinander. Die römischen Ziffern in den Titeln der Alben wurden durch arabische Ziffern ersetzt. Die Mitte 1982 erschienene und von David Foster produzierte LP Chicago 16 wurde das meistverkaufte Album der Band in Deutschland. Es erhielt 1987 Gold.
1985 verließ der Sänger Peter Cetera die Band und war später als Solokünstler erfolgreich. Während der 1980er-Jahre holte die Band sich für einige Stücke (wie z. B. den Hit Stay the Night auf Chicago 17) den Toto-Gitarristen Steve Lukather ins Studio. Auch Lukathers Bandkollege Jeff Porcaro spielte auf Stay The Night.
In den 1990ern ging der Erfolg zurück, jedoch erhielt die Band 1992 einen Stern auf dem Walk of Fame. Ein 1993 aufgenommenes Album wurde von Warner zunächst nicht veröffentlicht, was zu einem Bruch mit der Plattenfirma führte. Erst 15 Jahre später erschien es 2008 unter dem Namen Stone of Sisyphus beim Label Rhino.
Im Juli 2006 tourte die Band mit Huey Lewis & the News durch die USA.
Im Jahr 2009 schied Bill Champlin nach 28 Jahren aus der Band aus und wurde durch Lou Pardini ersetzt. 
In dem Film Clear History war die Band 2013 Gegenstand eines Nebenstrangs und trat selbst schauspielerisch in Erscheinung.
Am 25. Oktober 2016 wurde auf der offiziellen Facebook-Seite von Chicago bekanntgegeben, dass Jason Scheff nach 30 Jahren die Band verlassen hat und durch Jeff Coffey ersetzt wird. Seit Ende 2016 ist nun auch Ray Herrmann (Holzblasinstrumente) offizielles Bandmitglied. Herrmann war zuvor als Vertretung für Walter Parazaider für Chicago im Einsatz. 2018 gab es wieder einige Umbesetzungen. Jeff Coffey verließ aufgrund von familiären Gründen Chicago und wurde durch den Sänger Neil Donell, vorher Sänger bei der Chicago Tribute Band „Brass Transit“ aktiv, ersetzt. Neuer Bassist wurde Brett Simons. Nach 28 Jahren verabschiedete sich zudem Drummer Tris Imboden, ebenfalls um mehr Zeit mit der Familie zu verbringen. Der bisherige Percussionist Walfredo Reyes Jr. übernahm Imbodens Part als Drummer, sein Bruder Daniel de los Reyes wiederum wurde neuer Percussionist.
Am 15. Juli 2022 erschien Born for This Moment in Deutschland.

## Diskografie
Alben

| Jahr | Titel                                 | Höchstplatzierung, Gesamtwochen, AuszeichnungChartplatzierungen (Jahr, Titel, Platzierungen, Wochen, Auszeichnungen, Anmerkungen) | Höchstplatzierung, Gesamtwochen, AuszeichnungChartplatzierungen (Jahr, Titel, Platzierungen, Wochen, Auszeichnungen, Anmerkungen) | Höchstplatzierung, Gesamtwochen, AuszeichnungChartplatzierungen (Jahr, Titel, Platzierungen, Wochen, Auszeichnungen, Anmerkungen) | Höchstplatzierung, Gesamtwochen, AuszeichnungChartplatzierungen (Jahr, Titel, Platzierungen, Wochen, Auszeichnungen, Anmerkungen) | Höchstplatzierung, Gesamtwochen, AuszeichnungChartplatzierungen (Jahr, Titel, Platzierungen, Wochen, Auszeichnungen, Anmerkungen) | Anmerkungen |
| Jahr | Titel                                 | DE | AT | CH | UK | US | Anmerkungen |
| ---- | ------------------------------------- | --- | --- | --- | --- | --- | --- |
| 1969 | Chicago Transit Authority             | — | — | — | UK9 (14 Wo.)UK | US17 ×2Doppelplatin · (171 Wo.)US                                                                                                 | Erstveröffentlichung: 28. April 1969 |
| 1970 | Chicago II                            | DE20 (3 Wo.)DE | — | — | UK6 (27 Wo.)UK | US4 Platin · (134 Wo.)US | Erstveröffentlichung: 26. Januar 1970 |
| 1971 | Chicago III                           | DE17 (1 Wo.)DE | — | — | UK9 (5 Wo.)UK | US2 Platin · (63 Wo.)US | Erstveröffentlichung: 11. Januar 1971 |
| 1972 | Chicago V                             | — | — | — | UK24 (2 Wo.)UK | US1 ×2Doppelplatin · (51 Wo.)US                                                                                                   | Erstveröffentlichung: 10. Juli 1972 |
| 1973 | Chicago VI                            | — | — | — | — | US1 ×2Doppelplatin · (73 Wo.)US                                                                                                   | Erstveröffentlichung: 25. Juni 1973 |
| 1974 | Chicago VII                           | — | — | — | — | US1 Platin · (69 Wo.)US | Erstveröffentlichung: 11. März 1974 |
| 1975 | Chicago VIII                          | — | — | — | — | US1 Platin · (29 Wo.)US | Erstveröffentlichung: 24. März 1975 |
| 1976 | Chicago X                             | DE5 (11 Wo.)DE | AT18 (12 Wo.)AT | — | UK21 Silber · (11 Wo.)UK | US3 ×2Doppelplatin · (44 Wo.)US                                                                                                   | Erstveröffentlichung: 14. Juni 1976 |
| 1977 | Chicago XI                            | DE39 (1 Wo.)DE | AT9 (8 Wo.)AT | — | — | US6 Platin · (20 Wo.)US | Erstveröffentlichung: 12. September 1977 |
| 1978 | Hot Streets                           | — | — | — | — | US12 Platin · (29 Wo.)US | Erstveröffentlichung: 2. Oktober 1978 |
| 1979 | Chicago 13                            | — | — | — | — | US21 Gold · (10 Wo.)US | Erstveröffentlichung: 13. August 1979 |
| 1980 | Chicago XIV                           | — | — | — | — | US71 (9 Wo.)US | Erstveröffentlichung: 21. Juli 1980 |
| 1982 | Chicago 16                            | DE11 Gold · (36 Wo.)DE | AT19 (4 Wo.)AT | — | UK44 (9 Wo.)UK | US9 Platin · (38 Wo.)US | Erstveröffentlichung: 7. Juni 1982 |
| 1984 | Chicago 17                            | DE12 (21 Wo.)DE | — | CH6 Gold · (18 Wo.)CH | UK24 Gold · (20 Wo.)UK | US4 ×6Sechsfachplatin · (72 Wo.)US                                                                                                | Erstveröffentlichung: 14. Mai 1984 |
| 1986 | Chicago 18                            | DE49 (6 Wo.)DE | — | CH18 (4 Wo.)CH | — | US35 Gold · (45 Wo.)US | Erstveröffentlichung: 29. September 1986 |
| 1988 | Chicago 19                            | DE42 (7 Wo.)DE | — | CH22 (4 Wo.)CH | — | US37 Platin · (42 Wo.)US | Erstveröffentlichung: 20. Juni 1988 |
| 1991 | Twenty 1                              | DE66 (8 Wo.)DE | — | CH27CH | — | US66 (11 Wo.)US | Erstveröffentlichung: 29. Januar 1991 |
| 1995 | Night & Day: Big Band                 | — | — | — | — | US90 (7 Wo.)US | Erstveröffentlichung: 23. Mai 1995 |
| 1998 | Chicago XXV: The Christmas Album      | — | — | — | — | US47 Gold (1999) + Gold (2003 Re-Release) · (7 Wo.)US                                                                             | Erstveröffentlichung: 25. August 1998 Weihnachtsalbum; Wiederveröffentlichung 2003 als What’s It Gonna Be, Santa? mit sechs zusätzlichen Liedern |
| 2006 | Chicago XXX                           | — | — | — | — | US41 (2 Wo.)US | Erstveröffentlichung: 21. März 2006 |
| 2008 | Chicago XXXII: Stone of Sisyphus      | — | — | — | — | US122 (2 Wo.)US | Erstveröffentlichung: 17. Juni 2008 |
| 2011 | Chicago XXXIII: O Christmas Three     | — | — | — | — | US170 (1 Wo.)US | Erstveröffentlichung: 4. Oktober 2011 Weihnachtsalbum                                                                                            |
| 2013 | Chicago XXXV: The Nashville Sessions  | — | — | — | — | — | Erstveröffentlichung: 2013 |
| 2014 | Chicago XXXVI: Now                    | DE56 (2 Wo.)DE | — | CH100 (1 Wo.)CH | — | US82 (1 Wo.)US | Erstveröffentlichung: 4. Juli 2014 |
| 2019 | Chicago XXXVII: Chicago Christmas     | — | — | — | — | — | Erstveröffentlichung: 11. Oktober 2019 Weihnachtsalbum                                                                                           |
| 2022 | Chicago XXXVIII: Born for this Moment | — | — | — | — | — | Erstveröffentlichung: 15. Juli 2022 |

grau schraffiert: keine Chartdaten aus diesem Jahr verfügbar

## Weitere Auszeichnungen
- 1977: Grammy
- 1977: American Music Awards[5]
- 1985: Grammy
- 1986: American Music Awards[6]
- 1992: Hollywood Walk of Fame[7]
- 2016: Rock and Roll Hall of Fame[8]